# Surville (Manche)
Pour les articles homonymes, voir Surville.
Surville est une ancienne commune française du département de la Manche et de la région Normandie, peuplée de 197 habitants, devenue le 1er janvier 2016 une commune déléguée au sein de la commune nouvelle de La Haye.

## Toponymie
Le nom de la localité est attesté sous les formes Suravilla en 1164, Surevilla en 1195.
Nom de trois communes dans la Manche, le Calvados et l'Eure.

## Histoire

### Moyen Âge
Au XIIe siècle, la paroisse relevait de l'honneur de La Haye.
Le village a eu une certaine importance autrefois avec un port nommé Hamelinet. La dîme était partagée entre l'abbé de Lessay et le curé du village. L'abbaye de Blanchelande avait également des biens à Surville.

### Temps modernes
En 1567, Guillaume Bauquet, écuyer, sieur d'Huberville et Surville, est taxé pour ses fiefs de 14 livres dans le rôle des nobles et roturiers, au titre du ban et de l'arrière ban de la vicomté de Coutances, réalisé par Gilles Dancel, seigneur d'Audouville, lieutenant général du bailli de Cotentin, tenu à Coutances les 20-22 octobre. Le fief de Surville, qui valait un quart de fief de haubert, était tenu du roi sous la vicomté de Valognes.

### Révolution française et Empire
En 1789, un Bauquet de Surville comparaît à l'Assemblée de la noblesse du bailliage de Bayeux. Le dernier des Bauquet de Surville, sans descendance, laisse en 1828 son héritage à son cousin très éloigné Bauquet de Granval.

## Politique et administration
| Période                                  | Période                 | Identité                  | Étiquette | Qualité                      |
| ---------------------------------------- | ----------------------- | ------------------------- | --------- | ---------------------------- |
| juin 1995                                | mars 2001               | Marie-Thérèse Margueritte |           |                              |
| mars 2001                                | 29 octobre 2015 (décès) | Maurice Roptin            | SE        | Conducteur de car (retraité) |
| décembre 2015                            | En cours                | Jean-Pierre Desjardin     | SE        | Retraité                     |
| Les données manquantes sont à compléter. |                         |                           |           |                              |

Le maire Maurice Roptin est décédé en octobre 2015. Un nouveau maire a été élu à la mi-décembre alors qu'au premier janvier, la commune intégra la commune nouvelle de La Haye.

## Démographie
L'évolution du nombre d'habitants est connue à travers les recensements de la population effectués dans la commune depuis 1793. À partir du 1er janvier 2009, les populations légales des communes sont publiées annuellement dans le cadre d'un recensement qui repose désormais sur une collecte d'information annuelle, concernant successivement tous les territoires communaux au cours d'une période de cinq ans. 
Pour les communes de moins de 10 000 habitants, une enquête de recensement portant sur toute la population est réalisée tous les cinq ans, les populations légales des années intermédiaires étant quant à elles estimées par interpolation ou extrapolation. Pour la commune, le premier recensement exhaustif entrant dans le cadre du nouveau dispositif a été réalisé en 2006,.
En 2021, la commune comptait 197 habitants.
| 1793 | 1800 | 1806 | 1821 | 1831 | 1836 | 1841 | 1846 | 1851 |
| ---- | ---- | ---- | ---- | ---- | ---- | ---- | ---- | ---- |
| 366  | 296  | 425  | 516  | 545  | 544  | 528  | 497  | 480  |

| 1856 | 1861 | 1866 | 1872 | 1876 | 1881 | 1886 | 1891 | 1896 |
| ---- | ---- | ---- | ---- | ---- | ---- | ---- | ---- | ---- |
| 459  | 437  | 392  | 348  | 365  | 374  | 361  | 331  | 306  |

| 1901 | 1906 | 1911 | 1921 | 1926 | 1931 | 1936 | 1946 | 1954 |
| ---- | ---- | ---- | ---- | ---- | ---- | ---- | ---- | ---- |
| 290  | 288  | 278  | 220  | 218  | 214  | 206  | 162  | 203  |

| 1962 | 1968 | 1975 | 1982 | 1990 | 1999 | 2006 | 2011 | 2016 |
| ---- | ---- | ---- | ---- | ---- | ---- | ---- | ---- | ---- |
| 185  | 170  | 185  | 186  | 167  | 134  | 188  | 195  | 182  |

| 2019 | - | - | - | - | - | - | - | - |
| ---- | - | - | - | - | - | - | - | - |
| 197  | - | - | - | - | - | - | - | - |

## Culture locale et patrimoine

### Lieux et monuments

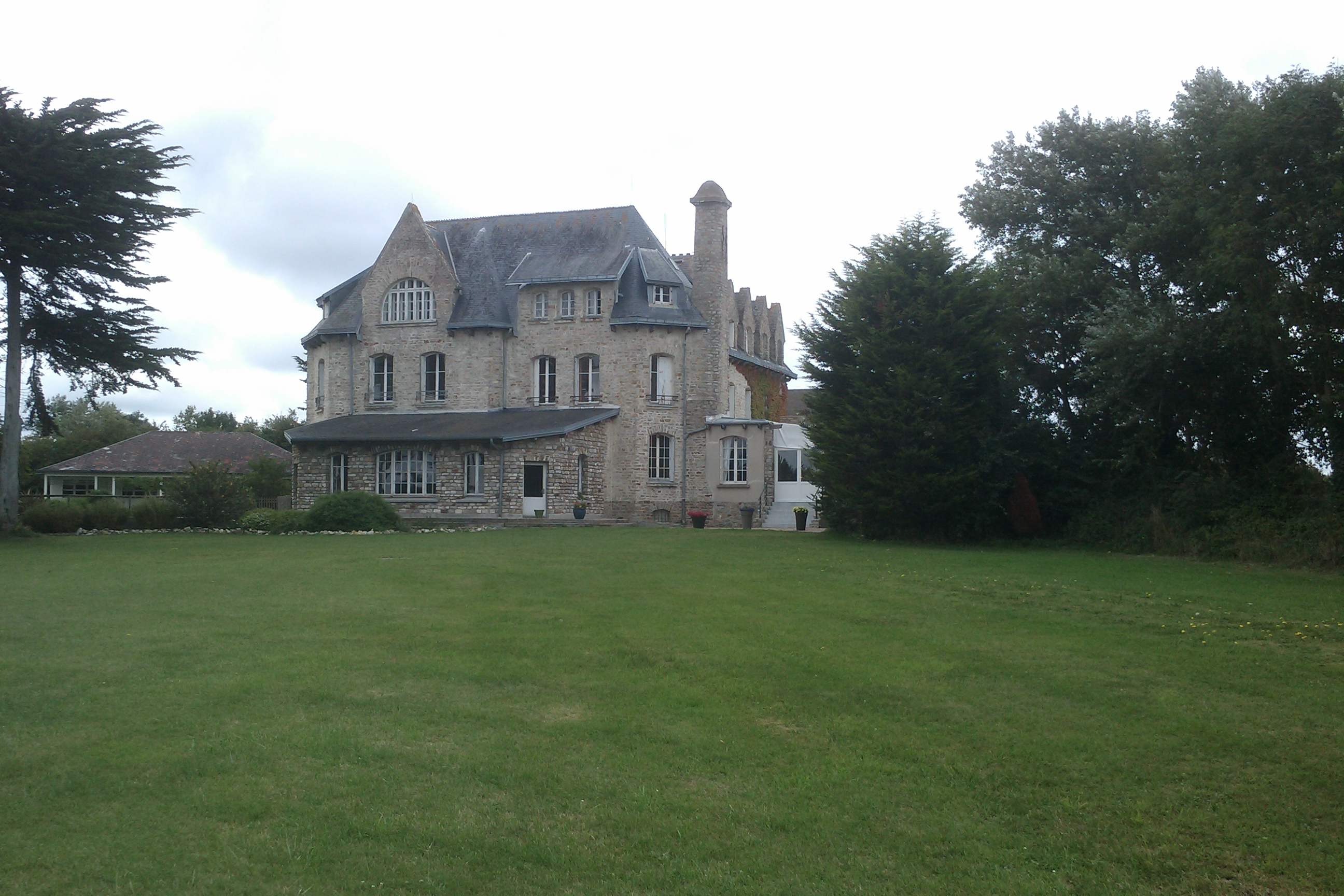
Le château de Surville.

- Église Notre-Dame des XVe – XVIe siècles. La tour, construite hors œuvre en façade, présente un aspect fortifiée avec ses mâchicoulis aveugles sur arcatures, ses deux étroites plates-formes latérales avec parapets et ses abat-son en forme de meurtrières[13]. À l'intérieur, devant le maître-autel du XIXe, sur une pierre tombale, très usée, on peut voir un blason figurant les armes de la famille Bauquet de Surville : d'argent au chevron de gueules, accompagné de trois losanges de même, 2 et 1[14]. L'édifice abrite également un lavabo du XVIe dans la chapelle Notre-Dame, un tableau la Résurrection du Christ du XIXe[15].

L'église fut donnée au XIIe siècle à l'abbaye de Lessay par Robert des Moustiers et ses deux fils Guillaume et Herbert, en même temps que celle de Glatigny. La donation fut confirmée en 1164, par Roger de Moustiers, puis par son fils Richard.
- Croix de cimetière du XVIIe siècle.
- Manoir de Surville, en face du château, des XVIe – XVIIe siècles, bâti par Thomas de Bausquet, seigneur de Surville, anobli en 1543 par lettres du roi François Ier données à la Fère-sur-Oise.
- Château de Surville des XIXe – XXe siècles. Il fut racheté par la ville de Boulogne-Billancourt qui y installa une colonie de vacances. Depuis 2005, il est la possession d'une SCI, et propose des chambres à louer.
- Puits  à la Surelière.
- Havre de Surville.

Pour mémoire
- Ancien poste de vigie et signaux et corps de garde de Surville au lieu-dit la Poudrière[16]. Le 14 avril 1804, le poste fut attaqué par six anglais armés débarqués d'une péniche. Le guetteur, seul à ce moment et âgé de 70 ans se sauva et alla demander demander des secours au village. Entre-temps, les Anglais enfoncèrent la porte et s'emparèrent des pavillons, du code secret de signalisation et du journal[17].

### Héraldique
| Armes de Surville | Les armes de la commune de Surville se blasonnent ainsi : d'argent au chevron de gueules, accompagné de trois losanges de même, 2 et 1. Surville n'a pas de blason officiel. Ce blason est emprunté aux armoiries de la famille Bauquet de Surville (éteinte), anciens seigneurs de Surville |